# Fünf Lieder, Op. 105 (Brahms)
Els Fünf Lieder (Cinc lieder), Op. 105, van ser compostos per Johannes Brahms entre 1886 i 1888. Va escollir cinc poemes d'autors diferents, majoritàriament poetes contemporanis, per una veu greu i piano. N. Simrock va publicar l'obra l'any 1888.
Aquest grup de cançons, com d'altres de Brahms, ha estat metafòricament descrit com un "ram de cançons", de manera similar a les flors "agafades" de diferents llocs i després combinades en un ram. Les cançons foren estrenades individualment: la primera cançó, l'11 de febrer de 1887 a Viena; la segona, en un recital d'Amalie Joachim a Berlin l'1 de febrer de 1888; la tercera, el 6 de març de 1888 a Viena; la quarta a Viena, el 30 de novembre de 1888 i la cinquena també a Viena, el 5 de desembre de 1888, en un concert d'Olga Segel. Interpretacions en concerts posteriors sovint es feien sense tenir present l'agrupació de cançons publicada, i es cantaven individualment en contextos diferents.

## Composició
L'agost de 1886, Brahms escrigué en una anotació al diari personal mentre estava a Thun, Suïssa. Deia que havia posat música a diversos poemes de Klaus Groth "Wie Melodien zieht es mir leise durch den Sinn", de Hermann Lingg "Immer leiser wird mein Schlummer", de Carl von Lemcke Verrat/"Ich stand in einer lauen Nacht" i una altra cançó de Paul Flemming, tot ells autors del segle xix. Probablement els va compondre pensant en la veu de Hermine Spies, que en privat ja havia interpretat alguns lieder per a ell.
Dos anys més tard, Brahms va oferir al seu editor N. Simrock un grup de cançons per a veu greu, l'obra que seria l'Op. 105, juntament amb un grup de lieder per a veu aguda, l'Op. 106. L'agrupació i l'ordre de les cançons es va acordar en una reunió personal del compositor i l'editor. Finalment, es va afegir a l'Op. 105 una cançó tradicional de la Baixa Renània, "Feins Liebchen, trau du nicht" i un poema de Detlev von Liliencron, Auf dem Kirchhofe / "Der Tag ging regenschwer und sturmbewegt". Els cinc lieder són:
1. Wie Melodien zieht es mir leise durch den Sinn (Groth)
2. Immer leiser wird mein Schlummer (Lingg)
3. Feins Liebchen, trau du nicht (tradicional)
4. Der Tag ging regenschwer (Liliencron)
5. Ich stand in einer lauen Nacht (Lemcke)

Les melodies d'alguns d'aquestes lieder tenen connexió amb algunes obres instrumentals de Brahms, especialment la melodia de "Immer leiser wird mein Schlummer", el qual Brahms havia utilitzat uns quants anys abans com a tema del solo de violoncel en el tercer moviment del seu Concert per a piano núm. 2 en si♭ major. Motius de tres de les cançons apareixen en la seva Sonata per a violí núm. 2: "Wie Melodien zieht es mir leise durch den Sinn" com el segon tema del primer moviment, i "Immer leiser wird mein Schlummer" i "Auf dem Kirchhofe" en el moviment final.